# Katrin Fedrowitz

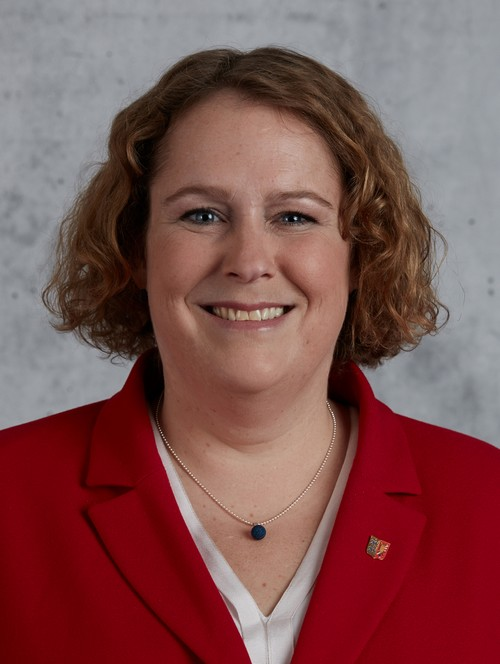
Katrin Fedrowitz, 2016

Katrin Fedrowitz (* 13. Januar 1973 in Lüneburg) ist eine deutsche Politikerin der SPD. Sie war von 2016 bis 2017 und von 2021 bis 2022 Abgeordnete im Landtag von Schleswig-Holstein.

## Leben und Ehrenamt
Nach dem Besuch der Realschule absolvierte Fedrowitz von 1989 bis 1992 eine Ausbildung als ReNo-Gehilfin. Sie arbeitete von 1992 bis 1997 als Rechtsanwaltsgehilfin und bildete sich von 1995 bis 1998 berufsbegleitend an der Rechtsanwalts- und Notarkammer Berlin zur Bürovorsteherin im Rechtsanwalts- und Notarfach fort. Seit 1997 ist sie als Bürovorsteherin im Rechtsanwalts- und Notarfach tätig; seit 2016 arbeitet sie in Teilzeit.
Fedrowitz trat 2001 in die SPD ein. Sie ist seit 2010 Vorsitzende des SPD-Ortsvereins Norderstedt und seit 2015 stellvertretende Vorsitzende des SPD-Kreisverbandes Bad Segeberg. Seit 2018 ist sie Kreisvorsitzende des SPD-Kreisverbandes Segeberg. 2015 wurde sie Mitglied des Landesparteirates der SPD Schleswig-Holstein. Fedrowitz wurde 2022 mit der Freiherr-vom-Stein-Verdienstnadel ausgezeichnet. 2023 wurde sie Co-Vorsitzende des Landesparteirates der SPD Schleswig-Holstein und 1. Stellvertretende Stadtpräsidentin der Stadt Norderstedt.  

## Politische Wahlämter
Fedrowitz war von 2002 bis 2006 zunächst bürgerliches Mitglied der SPD-Fraktion in der Norderstedter Stadtvertretung und rückte 2006 als ordentliches Mitglied in die Norderstedter Stadtvertretung nach. Dort ist sie seit 2011 stellvertretende Vorsitzende der SPD-Fraktion. Als solche wirkt sie in den Gremien als 1. stellvertretende Vorsitzende des Hauptausschusses und als 2. stellvertretende Vorsitzende des Ausschusses für Schule und Sport. 
Ebenfalls ehrenamtlich ist sie seit 2013 Mitglied des Aufsichtsrates der Bildung-Erziehung-Betreuung in Norderstedt gGmbH und seit 2015 Mitglied des Aufsichtsrates der Entwicklungs- und Grundstücksgesellschaft Norderstedt mbH & Co KG und deren Komplementär-GmbH.
Bei der Landtagswahl in Schleswig-Holstein 2012 kandidierte sie im Wahlkreis Norderstedt, errang mit 33,7 % der Erststimmen aber weder ein Direktmandat, noch konnte sie über Platz 20 der SPD-Landesliste in den Landtag einziehen. Am 4. Januar 2016 rückte sie jedoch für den ausgeschiedenen Abgeordneten Olaf Schulze über die Landesliste in den Schleswig-Holsteinischen Landtag nach. Sie war dort Mitglied im Wirtschaftsausschuss, im Petitionsausschuss und im Ausschuss für die Zusammenarbeit der Länder Schleswig-Holstein und Hamburg. 
Sie kandidierte bei der Landtagswahl in Schleswig-Holstein 2017 erneut im Wahlkreis Norderstedt, mit 34,1 % der Erststimmen und Listenplatz 18 verpasste sie aber zunächst ein Mandat. Sie rückte jedoch am 27. Oktober 2021 für Ralf Stegner wieder in den Landtag nach.
Bei der Landtagswahl 2022 verfehlte sie den Wiedereinzug in den Landtag.